# Vincenzo Bellini
Vincenzo Salvatore Carmelo Francesco Bellini (ur. 3 listopada 1801 w Katanii na Sycylii, zm. 23 września 1835 w Puteaux) – włoski kompozytor operowy szkoły neapolitańskiej.

## Życiorys

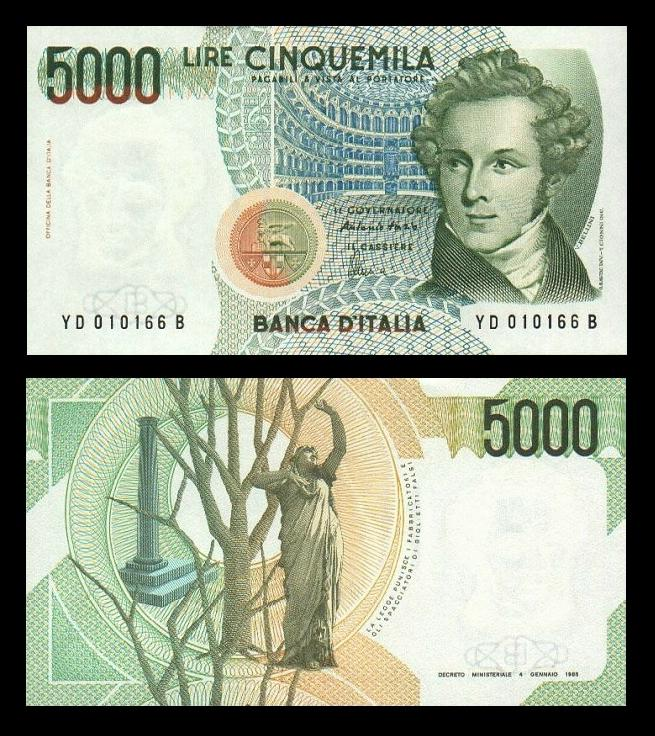
5000 lirów włoskich – na jednej stronie przedstawiony Vincenzo Bellini, z drugiej (poniżej) – ilustracja do Normy

Bellini pochodził z rodziny muzyków; pierwszymi jego nauczycielami byli ojciec Rosario i dziadek Vincenzo Tobia. Okazawszy legendarny talent muzyczny już w dzieciństwie, uzyskał stypendium miasta na studia w konserwatorium w Neapolu u Nicola Antonio Zingarellego, który zachęcał Belliniego do studiów kompozytorów klasycznych, ale i dzieł orkiestralnych Haydna i Mozarta. Zingarelli kształtował w Bellinim umiłowanie melodii prostych o dużej sile wyrazu, za to bez sztucznego artyzmu i upiększeń, zgodnie z zasadami szkoły neapolitańskiej. Tu też pozyskał wiernego mu na całe życie przyjaciela i późniejszego biografa Francesco Florimo.
Działał początkowo jako kompozytor muzyki instrumentalnej i kościelnej, lecz już w czasie studiów, w 1825 roku, stworzył swoją pierwszą operę Adelson i Salvini (Adelson e Salvini). Kolejne dzieło sceniczne powstało w 1826 roku na zamówienie Teatru San Carlo w Neapolu, była to opera Bianka i Gernando (Bianca e Gernando); wznowiono ją po dwóch latach w Genui w nowej wersji, pod tytułem Bianka i Fernando (Bianca e Fernando). Kolejne zamówienie otrzymał od mediolańskiej La Scali, dla której w 1827 roku napisał Pirata (Il Pirata) z librettem Felice Romaniego. Romani był także autorem librett kolejnych sześciu dzieł Belliniego: Nieznajomej (La Straniera, 1829), Zairy (1829), Capuletich i Montecchich (I Capuleti e i Montecchi, 1830), Lunatyczki (La Sonnambula, 1831), Normy (1831) i Beatrycze z Tendy (Beatrice di Tenda, 1833).
W 1833 roku Bellini przeniósł się do Paryża, gdzie dwa lata później skomponował swą ostatnią operę Purytanie (I Puritani, 1835). W Paryżu zaprzyjaźnił się m.in. z młodszym o 8 lat Chopinem; dzieła Belliniego wywarły istotny wpływ na jego twórczość. Zmarł nagle po krótkiej chorobie, co dało powód do plotek i podejrzeń o otrucie. Pochowano Belliniego na paryskim cmentarzu Père-Lachaise, gdzie potem, niedaleko od jego grobu, spoczęły zwłoki Chopina i Cherubiniego. W 40-lecie śmierci Belliniego jego szczątki przeniesiono do grobowca w katedrze św. Agaty w rodzinnej Katanii, pozostawiając mauzoleum w Paryżu. Pamiątki po Bellinim i jego rękopisy są zgromadzone w mieszczącym się w Katanii Muzeum Belliniego.
Bellini pisał w stylu bel canto; był obok Donizettiego najważniejszym przed Verdim twórcą włoskiej opery romantycznej. Charakterystyczna dla Belliniego jest jego inwencja melodyczna, która znalazła uznanie Berlioza i Wagnera. Wykonawcami głównych partii w operach Belliniego byli najwybitniejsi śpiewacy jego czasów, m.in. tenor Giovanni Battista Rubini, soprany Henriette Méric-Lalande, Giuditta Pasta, Giulia Grisi, mezzosopran Giuditta Grisi. Muzyka Belliniego wywarła silny wpływ na twórczość Giuseppe Verdiego, który w operach Belliniego cenił zwłaszcza „prawdę i potęgę deklamacji”.

## Najważniejsze utwory

### Opery
- 1825: Adelson i Salvini (Adelson e Salvini)
- 1826: Bianka i Gernando (Bianca e Gernando)
- 1827: Pirat (Il Pirata)
- 1829: Nieznajoma (La Straniera)
- 1829: Zaira
- 1830: Capuleti i Montecchi (I Capuleti e i Montecchi)
- 1831: Lunatyczka (La Sonnambula)
- 1831: Norma
- 1833: Beatrycze z Tendy (Beatrice di Tenda)
- 1835: Purytanie (I Puritani)

### Muzyka kościelna
- Msza C-dur na 2 soprany, tenor, bas i orkiestrę (1818)
- Msza a-moll na sopran, alt, tenor, bas, chór czterogłosowy i orkiestrę (1821?)
- Credo C-dur na chór czterogłosowy i orkiestrę (1825)
- Te Deum na chór czterogłosowy i orkiestrę (1825)

### Utwory instrumentalne
- 8 symfonii młodzieńczych (ok. 1820)
- Koncert na obój i orkiestrę Es-dur (ok. 1820)
- Sonata G-dur na organy

### Pieśni
Wydano łącznie piętnaście pieśni autorstwa Belliniego w trzech zestawieniach. Najsłynniejszą z nich jest arietta Vaga luna, che inargenti którą uwiecznili w nagraniach tacy śpiewacy jak Luciano Pavarotti czy Cecilia Bartolli.